# Eduard Sandifort
Eduard Sandifort (14 november 1742 - 12 februari 1814) was een Nederlandse arts en anatoom. Hij behaalde in 1763 zijn doctoraat (Ph.D.) aan de Universiteit Leiden en werkte als huisarts in Den Haag. Hij sprak vloeiend Nederlands, Duits, Zweeds en Italiaans. In 1771 werd hij hoogleraar anatomie en chirurgie aan de Universiteit Leiden. Zijn belangrijkste geschriften zijn Observationes Anatomico-pathologicæ (1778), Excercitationes anatomicoacademicæ (1783–85) en het Museum Anatomicum Academiae Lugduno-Batavæ (1789–93), dat werd voltooid door zijn zoon, Gerard Sandifort (1779–1848). Sandifort vertaalde Nils Rosén von Rosenstein's Underrättelser om barn-sjukdomar och deras botemedel (De ziekten van kinderen en hun remedies) in 1768 naar het Nederlands. Sandifort werd in 1768 gekozen als buitenlands lid van de Zweedse Koninklijke Academie van Wetenschappen in Stockholm. In 1779 documenteerde hij als eerste een geval van carpale coalitie.